# Oostenrijks-Duits
Het Oostenrijks-Duits is een sterk aan het Beiers gerelateerde variant van het Duits. Oostenrijks-Duits heeft niet alleen een andere uitspraak, maar kent ook "eigen woorden" die overgenomen zijn uit de vele talen van de dubbelmonarchie, zoals het Hongaars, Tsjechisch, Jiddisch, Sloveens en Kroatisch.

## Woordenlijst Oostenrijks-Duits
Een lijst van woorden die anders zijn in het Oostenrijks-Duits dan in het Duits van Duitsland:
| Oostenrijks-Duits                                  | Duitsland-Duits                                    | Nederlandse vertaling                         |
| -------------------------------------------------- | -------------------------------------------------- | --------------------------------------------- |
| Akt (m)                                            | Akte bzw. Verwaltungsvorgang                       | Dossier, resp. administratieve procedure      |
| (Aus)schank (m)                                    | Ausschank, Tresen                                  | Bar, buffet, toonbank                         |
| ausrasten                                          | ausruhen                                           | Uitrusten                                     |
| (Autobahn-)Knoten                                  | (Autobahn-)Kreuz                                   | Knooppunt                                     |
| Bankomat (m)                                       | Bankomat, Geldautomat                              | Geldautomaat                                  |
| Barterl (n)                                        | Lätzchen                                           | Slabbetje                                     |
| Beiried (n)                                        | Roastbeef                                          | Rosbief, rundergebraad                        |
| Beisl, Beitz (n)                                   | Kneipe, Biertheke                                  | Kroeg                                         |
| Beistrich (m)                                      | Komma                                              | Komma                                         |
| Bim (f) 'W'                                        | Straßenbahn                                        | Tram                                          |
| Blodern (f)                                        | Bloder (Schwäbisch), Blase, Schwellung             | Blaar                                         |
| Brösel (m)                                         | Krümel                                             | Kruimel                                       |
| Bub                                                | Junge                                              | Jongen                                        |
| Bummerl (n)                                        | Strafpunkt                                         | Strafpunt (bij spelletjes)                    |
| Christbaum (m)                                     | Weihnachtsbaum                                     | Kerstboom                                     |
| Christkindlmarkt                                   | Weihnachtsmarkt                                    | Kerstmarkt                                    |
| Dippel/Dübel (m)                                   | Beule                                              | Buil, deuk                                    |
| Dirndl                                             | Mädchen, Marjellchen (Ostpreußisch)                | Meisje                                        |
| Dult (Sbg., OÖ) (f)                                | Rummel, Kirmes                                     | Jaarmarkt, kermis                             |
| Eichkätzchen                                       | Eichhörnchen                                       | Eekhoorntje                                   |
| Eierschwammerln (n)                                | Pfifferlinge                                       | Cantharellen                                  |
| Erdäpfel (m, aber meistens im Plural gebräuchlich) | Kartoffeln                                         | Aardappelen                                   |
| Fakturelle (nur Umgangssprache, sonst Fakultät)    | Fakultät                                           | Faculteit                                     |
| Faschiertes (n)                                    | Hackfleisch                                        | Gehakt                                        |
| Fasching (m)                                       | Fastnacht, Karneval                                | Vastenavond, carnaval                         |
| Feber                                              | Februar                                            | Februari                                      |
| Fieberblase (f), -rl (n)                           | Herpesbläschen, Fieberbläschen                     | Koortsblaasjes                                |
| Fisolen (f)                                        | Grüne Bohnen                                       | Sperziebonen                                  |
| Fleischhauer, Fleischhacker (m)                    | Metzger                                            | Slager                                        |
| Flugpost (f)                                       | Luftpost                                           | Luchtpost                                     |
| Gang (m)                                           | Diele, Flur                                        | Hal, gang                                     |
| Gatsch (m)                                         | Matsch                                             | Smurrie                                       |
| Gaude (f)                                          | Spaß, Vergnügen                                    | Grap, plezier                                 |
| Gehsteig (m)                                       | Gehweg, Bürgersteig                                | Stoep, voetpad, trottoir                      |
| Gelse (f)                                          | Stechmücke, Schnake                                | (Langpoot)mug                                 |
| Gewand (n)                                         | Kleidung, Klamotten                                | Kleding                                       |
| Goal (n), -ie (m)                                  | Tor, -wart                                         | Doel, keeper                                  |
| Göd (m)                                            | Patenonkel                                         | Peetvader, peetoom                            |
| Godel (f)                                          | Patentante, Goth                                   | Peettante                                     |
| Graffel (n)                                        | Gerümpel                                           | Rommel, rotzooi                               |
| Grammeln (f)                                       | Grieben                                            | (Huid)uitslag                                 |
| Greißler (m)                                       | Gemischtwarenhändler, Tante-Emma-Laden             | Kruidenier, 'grutter'                         |
| Haferl, Heferl (n)                                 | Häfele (Schwäbisch),Tasse                          | Kop, beker, mok                               |
| Hangerl (n)                                        | Geschirrtuch                                       | Theedoek                                      |
| Hausbesorger (m)                                   | Hausmeister                                        | Huismeester, conciërge                        |
| Hefen, Häfen (m)                                   | Topf, auch Gefängnis                               | Pan, pot                                      |
| heuer                                              | in diesem Jahr                                     | In dit jaar                                   |
| Hüferl (n)                                         | Hüfte                                              | Heup                                          |
| Hundsfot (f)                                       | falscher Kollege                                   | Smeerlap, schoft                              |
| Jänner (m)                                         | Januar                                             | Januari                                       |
| jausnen                                            | eine Zwischenmahlzeit einnehmen                    | 'Tussendoortje'                               |
| Kalesche (f)                                       | Kutsche                                            | Koets                                         |
| Kamin (m), -kehrer (m)                             | Kamin, Schornstein, -feger                         | (Open)haard, schoorsteen, -veger              |
| Kanapee (n)                                        | Sofa                                               | (Zit)bank, sofa                               |
| Kapsel (f)                                         | Kronkorken                                         | Kroonkurk                                     |
| Karfiol (m)                                        | Blumenkohl                                         | Bloemkool                                     |
| Kasten (m)                                         | Schrank                                            | Kast                                          |
| Kieberer (m)                                       | Polizist                                           | Politieagent                                  |
| Klappe (f)                                         | Durchwahl                                          | Klep                                          |
| Klapperl (n/pl)                                    | Sandalen                                           | Sandalen                                      |
| Kluppe (f), Klupperl (n)                           | Wäscheklammer                                      | Wasknijper                                    |
| Knödel                                             | Klotze                                             | Knoedels (deeg- of meelballen)                |
| Koffer (m)                                         | Trottel                                            | Idioot, sukkel                                |
| Kohlsprossen (f)                                   | Rosenkohl                                          | Spruitjes                                     |
| Kredenz (f)                                        | Anrichte, Ausschank                                | Aanrecht                                      |
| Kren (m)                                           | Meerrettich                                        | Mierikswortel                                 |
| Kübel (m)                                          | Eimer                                              | Emmer                                         |
| Lache (f)                                          | Lache, Pfütze (bij bloed)                          | Plas                                          |
| Lacke (f)                                          | Pfütze (bij water)                                 | Plas                                          |
| Lackerl (n)                                        | Schluck                                            | Slok, teug                                    |
| Leiberl (n)                                        | T-shirt                                            | T-shirt                                       |
| Leintuch (n)                                       | Leintuch, Bettlaken                                | Beddenlaken                                   |
| Lenker (m)                                         | Fahrer [eines Autos]                               | Bestuurder                                    |
| Lungenbraten (m)                                   | Filet                                              | Filet, haas                                   |
| Marillen (f)                                       | Aprikosen                                          | Abrikozen                                     |
| Marmelade                                          | Konfitüre                                          | Jam                                           |
| Matura (f)                                         | Abitur                                             | Eindexamen                                    |
| Melanzani (f)                                      | Aubergine                                          | Aubergine (eierplant)                         |
| Mischkulanz (f)                                    | Mischung                                           | Mengsel, mengeling                            |
| Mist (m)                                           | Müll                                               | Afval                                         |
| Nudelwalker (m)                                    | Nudelholz                                          | Deegroller                                    |
| Nuss (f)                                           | Kugel                                              | Bal, bol, kogel                               |
| Paradeiser (m)                                     | Tomate                                             | Tomaat                                        |
| Pension (f)                                        | Pension, Rente, Ruhestand                          | Pensioen                                      |
| Pensionist (m)                                     | Pensionär, Rentner, Ruheständler                   | Gepensioneerde                                |
| Pfusch (m), -er (m)                                | Schwarzarbeit, -er                                 | Zwartwerk, -er                                |
| Pick (m)                                           | Klebstoff                                          | Lijm                                          |
| Pickerl (n)                                        | Aufkleber                                          | Sticker, etiket                               |
| Piefke                                             | (Norddeutsch abwertend) (Nord)deutscher            | Scheldwoord voor (Noord)-Duitser              |
| Polster (m)                                        | Kissen                                             | Kussen (van bed)                              |
| Postler (m)                                        | Postarbeiter, Mitarbeiter der Post                 | Postmedewerker                                |
| Powidl (n)                                         | Pflaumenmus, Latwerge                              | Pruimenmoes                                   |
| Pracker (m)                                        | Teppichklopfer                                     | Mattenklopper                                 |
| Rauchfang (m), -kehrer (m)                         | Schornstein, -feger                                | Schoorsteen, -veger                           |
| Reißnagel (m), Reißzweck (m)                       | Pinne, Reißzwecke                                  | Punaise                                       |
| Ribisel (f)                                        | Johannisbeere                                      | Aalbes                                        |
| Rostbraten (m)                                     | Rostbraten, Hochrippe                              | Karbonade                                     |
| Sackerl (n)                                        | Tüte aus Plastik                                   | Plastic zak                                   |
| Salettl (n)                                        | Gartenhäuschen                                     | Tuinhuisje                                    |
| Salon (m)                                          | Wohnzimmer                                         | Woonkamer                                     |
| Sandler (m)                                        | Penner, Obdachloser                                | Dakloze                                       |
| Schafblattern (f/pl)                               | Windpocken                                         | Waterpokken                                   |
| Scheibtruhe (f)                                    | Schubkarre                                         | Kruiwagen                                     |
| (Schlag)Obers (n)                                  | Sahne, Rahm                                        | (Slag)room                                    |
| Schlapfen (f/pl)                                   | Pantoffeln ähnlich Sandalen                        | Sloffen, pantoffels                           |
| Schlögl (m)                                        | Keule                                              | Bout (culinair)                               |
| Schmäh (m)                                         | Witz                                               | Mop (humor)                                   |
| Schnackerl (m)                                     | Schluckauf (haben)                                 | Hik (de hik hebben)                           |
| Schuhband (n), -l (n)                              | Schnürsenkel                                       | Schoenveters                                  |
| Semmel                                             | Kaiserbrötchen                                     | Puntje, puntbroodje                           |
| Sessel (m)                                         | Stuhl                                              | Stoel                                         |
| Spengler (m)                                       | Spengler, Klempner                                 | Loodgieter                                    |
| Stamperl (n)                                       | Schnapsglas                                        | Jeneverglas, borrelglaasje                    |
| Stanitzl (n)                                       | Tüte                                               | (Plastic/papieren) zak                        |
| Staunze (f)                                        | Stechmücke, Schnake                                | (Langpoot)mug                                 |
| Steige (f)                                         | Stall [für Geflügel], ook Obstkiste                | Krat                                          |
| Stempen (m)                                        | Pfosten                                            | Paal                                          |
| Stiege (f), -nhaus (n)                             | Treppe, -nhaus                                     | Trap, trappenhuis                             |
| Stock (m), -werk (n)                               | Etage, Stock, -werk                                | Verdieping                                    |
| Stoppel (m)                                        | Korken                                             | Kurk                                          |
| Stoß (m)                                           | Kartenspiel (Unterwelt)                            | Stok (stapel) kaarten                         |
| Striezi (m) 'W'                                    | Zuhälter; ook: Schlingel                           | Pooier, souteneur                             |
| Stutzen (f/pl)                                     | Kniestrümpfe                                       | Kniekousen                                    |
| Taxler (m)                                         | Taxifahrer                                         | Taxichauffeur                                 |
| Tischler (m)                                       | Schreiner, Tischler                                | Meubelmaker                                   |
| Topfen (m)                                         | Quark                                              | Kwark                                         |
| Tormann (m)                                        | Torwart                                            | Doelman, keeper                               |
| Trafik (f)                                         | Tabakladen, Kiosk                                  | Sigarenkiosk, tabakswinkel                    |
| Tram (f), -bahn (f)                                | Straßenbahn                                        | Tram                                          |
| Trottoir (m/n)                                     | Gehweg, Bürgersteig                                | Stoep, trottoir                               |
| Tschecherl (n)                                     | Kneipe                                             | Kroeg                                         |
| Tschick (f)                                        | Zigarette, Kippe                                   | Sigaret, peuk                                 |
| Tschusch (m)                                       | (südosteuropäisch abwertend) Ausländer (Jugoslawe) | Scheldwoord persoon Zuidoost-Europese afkomst |
| Türschnalle (f)                                    | Klinke [der Tür]                                   | (Deur)klink                                   |
| Vogerlsalat (m)                                    | Feldsalat                                          | Veldsla                                       |
| Volksfest (n), Kirtag                              | Volksfest                                          | Volksfeest                                    |
| Vorrang (m)                                        | Vorfahrt                                           | Voorrang                                      |
| Vorzimmer (n)                                      | Diele, Flur                                        | Hal                                           |
| Watsche, Watsch'n (f)                              | Ohrfeige                                           | Oorveeg                                       |
| Weichsel (f)                                       | Sauerkirsche                                       | Kriek, morel, zure kers                       |
| Zündholz, Zündhölzl, Schnellfeuer (n)              | Zündholz, Streichholz                              | Lucifer                                       |
| Zwetschke                                          | Pflaume                                            | Pruim                                         |
| Zwickltag, Fenstertag (m)                          | Brückentag                                         | (Vlaams) brugdag, verplichte vrije dag        |

## Gewichtsaanduiding
Het is in het Oostenrijks-Duits niet gebruikelijk om over ponden (Pfunde) te spreken als het om gewichtsaanduiding gaat. Daarnaast bestelt men geen honderd gram (ons) worst of kaas in Oostenrijk maar tien deka. Eén deka staat voor tien gram. Dit is ook in veel voormalige landen van de Donaumonarchie de gewoonte.
Voor verwarring kan ook het begrip "Zentner" zorgen. Een Zentner staat in het Duits van Duitsland voor vijftig kilo terwijl een Zentner in het Oostenrijks-Duits voor honderd kilo staat. Het Duitse begrip Doppelzentner (honderd kilo) kent men in het Oostenrijks-Duits dus niet.

## Tijd- en getalsaanduiding
Terwijl men in het Duitsland-Duits getallen vervoegt met een lidwoord, wordt dit in het Oostenrijks-Duits gedaan met de toevoeging -er. Zo spreekt men in Duitsland over die eins en in het Oostenrijks-Duits over der Einser. Jaartallen worden in het Oostenrijks-Duits, in tegenstelling tot in het Duits van Duitsland, zonder hundert (honderd) uitgesproken. Ook de tijdsaanduiding is afwijkend. Zo spreekt men niet over Viertel nach zwei (kwart over twee), maar over Viertel drei, en men spreekt niet over Viertel vor drei maar over dreiviertel drei (kwart voor drie).

## Geslacht
Bij sommige woorden heeft het Oostenrijks-Duits een ander geslacht dan het Duitsland-Duits. Voorbeelden hiervan zijn (Oostenrijk - Duitsland):
der Akt – die Akte,
der Brezel – die Brezel,
das Cola – die Cola,
der Gehalt – das Gehalt,
das Joghurt (oder auch die Joghurt) – der Joghurt,
das Keks – der Keks,
das E-Mail – die E-Mail,
das Monat – der Monat,
der Radio – das Radio,
der Teil – das Teil (in Österreich eher „das Stück“),
das Prospekt - der Prospekt,
das Service - der Service (Dienstleistung),
das Teller - der Teller,
der Butter - die Butter

## Idioom
| Oostenrijk | Duitsland |
| --- | --- |
| etwas um 5 Euro kaufen (ook in Beieren, minder vaak voorkomend in geschreven Duits)                              | etwas für 5 Euro kaufen                                                                                              |
| „am“ als verkorting van auf dem; am Berg, am Tisch (bv. in „das Essen steht am Tisch“) (ook in Zuidoost-Beieren) | auf dem Berg, auf dem Tisch, in de omgangstaal ook voor auf den (bv. gemma am Turm; was am Tisch kommt, wird gessen) |
| In der Arbeit | Auf der Arbeit |
| Auf Urlaub | Im Urlaub |
| Ich habe genug davon.                                                                                            | Da habe ich genug von. (substandaard)                                                                                |
| Du musst was dafür tun.                                                                                          | Da musst du was für tun. (substandaard)                                                                              |

## Oostenrijks-Duits en de EU
In de toetredingsverdragen van Oostenrijk met de EU werden ook Oostenrijkse begrippen vastgelegd die in de rest van het Duitse taalgebied niet gebruikelijk zijn.
Voor het zover kwam heeft dit nogal wat spanningen veroorzaakt, die soms nog steeds oplaaien. De Oostenrijker vindt dat zijn uitdrukkingen te maken hebben met de nationale identiteit en daarom ook op alle producten gebruikt mogen en moeten worden. Er werd een hele actie op poten gezet onder de titel "Erdäpfelsalat bleibt Erdäpfelsalat". Oostenrijk liet in protocol tien de Oostenrijkse begrippen beschermen. Dit protocol is de eerste volkenrechtserkenning voor een variant op een taal in Europa. (gedocumenteerd in: Markhardt, Heidemarie: Das Österreichische Deutsch im Rahmen der EU, Peter Lang, 2005.)